# 豊田市立東山小学校
豊田市立東山小学校（とよたしりつ ひがしやましょうがっこう）は、愛知県豊田市渋谷町にある公立小学校。

## 概要
- 渋谷町3丁目、東山町2丁目（一部）、東山町3-7丁目、宝来町4丁目（一部）、美里3丁目、京ケ峰2-7丁目が校区である。公立中学校に進学する場合は豊田市立美里中学校及び豊田市立高橋中学校（京ケ峰2-7丁目）へ進学する [1]。
- 市営東山住宅の建設に伴い、設置された小学校である。

## 沿革
- 1971年（昭和46年）4月 - 豊田市立寺部小学校から分離し、開校。
- 1981年（昭和56年）4月 - 校区の一部が新設の豊田市立広川台小学校に移る。

## 交通アクセス
- 名鉄バス豊田東市内線「宝来町4丁目」バス停より徒歩約8分。

名鉄三河線豊田市駅より【64系統】「古瀬間町」行。【65系統】「古瀬間墓園」行。※65系統は土休日のみ運行
- とよたおいでんバス25系統、豊田・渋谷線「東山5丁目」バス停より徒歩約5分。

## 周辺施設
- 愛知県立豊田北高等学校
- 愛知県立豊田東高等学校
- 豊田市立美里中学校
- 豊田市立広川台小学校
- 豊田市立野見小学校
- 豊田市立寺部小学校
- 東山こども園